# Sophie Wilmès
Sophie Wilmès (Elsene, 15 januari 1975) is een Belgisch politica van de MR. Van 27 oktober 2019 tot 1 oktober 2020 was ze de eerste vrouwelijke premier van België. Vanaf 1 oktober 2020 was ze vicepremier en minister van Buitenlandse Zaken en Buitenlandse Handel. Om familiale redenen legde ze op 21 april 2022 haar bevoegdheden als minister tijdelijk neer. Op 15 juli 2022 legde ze haar functie definitief neer.

## Levensloop
Wilmès is een dochter van Philippe Wilmès, professor economie aan de UCL en aan het MIT, regent bij de Nationale Bank van België en PSC-vertegenwoordiger in diverse bestuursraden. Ook haar moeder was politiek actief en werkte onder meer op het kabinet van Mieke Offeciers-Van De Wiele.
Wilmès groeide op in Grez-Doiceau en ging in Brussel studeren aan het Institut des Hautes Études des Communications Sociales, waar ze in 1997 afstudeerde als licentiaat in de toegepaste communicatie, optie reclame en marketing. Na haar studies vestigde ze zich in de hoofdstad en ging ze aan de slag bij een reclamebureau. Nadien werkte ze van 1999 tot 2003 voor de Europese Commissie als financieel beheerder, hetgeen ze combineerde avondlessen aan de Université Saint-Louis - Bruxelles om er in 2002 een speciale licentie voor financieel beheer te bemachtigen dat vereist was voor deze functie. Wilmès legde zich toe op projecten rond ontwikkelingssamenwerking in Azië.
Van 2000 tot 2005 was ze gemeenteraadslid van Ukkel voor de liberale kartelpartij PRL-FDF-MCC, die in 2002 opging in de MR. Nadien verhuisde ze naar Sint-Genesius-Rode in de Brusselse Rand. Ze werkte van 2005 tot 2007 als economisch en financieel adviseur voor een advocatenkantoor tot ze in 2007 eerste schepen in Sint-Genesius-Rode werd. Als schepen, een functie die Wilmès tot in 2015 uitoefende, was ze bevoegd voor Begroting, Financiën, Franstalig Onderwijs, Communicatie en Lokale Economie. In Rode, een faciliteitengemeente, kwam ze onder meer op voor de Franstalige belangen. In Vlaams-Brabant was ze van 2012 tot 2014 provincieraadslid voor de Franstalige eenheidslijst Union des Francophones, waarvoor ze vanaf 2013 fractieleider was. Ook werd ze in 2013 MR-voorzitter voor de Brusselse Rand.
Wilmès was eveneens van 2007 tot 2013 lid van de raad van bestuur van watermaatschappij IWVB en van 2013 tot 2014 bestuurster bij Finilek, een financieringsintercommunale die betrokken is bij de ontwikkeling van windturbineparken. 

### Minister van Begroting
Bij de federale verkiezingen van mei 2014 stond ze als eerste opvolger op de MR-lijst voor de Kamer van volksvertegenwoordigers in de kieskring Brussel. In oktober 2014 kwam ze in de Kamer als opvolger van MR-volksvertegenwoordiger Didier Reynders, die als minister toetrad tot de regering-Michel I. Ze werd er actief in de commissies Financiën en Begroting en Landsverdediging.
In september 2015 volgde Wilmès Hervé Jamar op als minister van Begroting belast met de Nationale Loterij. Na de val van de Regering-Michel I op 9 december 2018 en het vertrek van de N-VA-regeringsleden, kreeg ze eveneens de bevoegdheden Wetenschapsbeleid en Ambtenarenzaken.
Bij de federale verkiezingen van mei 2019 werd Wilmès opnieuw verkozen in de Kamer, vanop de tweede plaats van de MR-lijst in de kieskring Brussel. Ze bleef volksvertegenwoordigster tot aan de installatie van de regering-Wilmès II in maart 2020.

### Premier van België
Op 26 oktober 2019 werd besloten dat Sophie Wilmès Charles Michel zou opvolgen als eerste minister van de federale regering in lopende zaken. Michel was eerder per 1 december dat jaar benoemd tot voorzitter van de Europese Raad en zou afstand doen van zijn premierschap. Daags nadien werd zij benoemd door koning Filip. Hiermee werd ze de eerste vrouwelijke premier van België. Nadat Didier Reynders op 30 november 2019 de regering verlaten had, kreeg ze eveneens de bevoegdheden Beliris en de Federale Culturele Instellingen.
Nadat koninklijk opdrachthouders Patrick Dewael en Sabine Laruelle er tijdens de aanslepende regeringsformatie van 2019-2020 op 15 maart 2020 in slaagden tien partijen volmachten te laten geven aan de regering om de coronacrisis te beheren, werd Wilmès een dag later tot formateur benoemd om haar minderheidsregering in lopende zaken om te vormen tot een volwaardige regering die zes maanden zou aanblijven. Nadat dit was gebeurd, legde ze op 17 maart 2020 voor de tweede keer de eed af als premier en werd dezelfde dag de regering-Wilmès II ingezworen.

### Minister van Buitenlandse zaken, Europese Zaken en Buitenlandse Handel
De regering-Wilmès II bleef in functie tot 1 oktober 2020, toen de regering-De Croo de eed aflegde. In deze regering werd ze vicepremier en minister van Buitenlandse Zaken, Europese Zaken en Buitenlandse Handel, belast met de Federale Culturele Instellingen.
Op 21 april 2022 legde Wilmès met onmiddellijke ingang haar functies in de regering tijdelijk neer, nadat bij haar echtgenoot, die in november 2023 overleed, een agressieve hersentumor was vastgesteld en ze er voor haar gezin wilde zijn.  Wilmès bleef formeel aan als vicepremier en minister van Buitenlandse Zaken, Buitenlandse Handel en Europese Zaken, zij het onbezoldigd, terwijl het beheer over haar bevoegdheden vanaf 22 april werd waargenomen door collega's in de regering. Premier Alexander De Croo nam haar taken op Buitenlandse en Europese Zaken over, minister van Landbouw David Clarinval werd belast met Buitenlandse Handel en haar verplichtingen als vicepremier voor de MR en staatssecretaris voor Digitalisering Mathieu Michel verving haar in de bevoegdheid Federale Culturele Instellingen. Op 15 juli 2022 legde ze haar functie definitief neer. Wilmès bleef wel politiek actief en nam haar zetel in de Kamer opnieuw in. Van september 2022 tot juni 2024 was ze lid van het bureau van de Kamer. 
Nog in september 2022 werd Wilmès opnieuw eerste schepen in Sint-Genesius-Rode. Ze nam daarbij de bevoegdheden Financiën en Begroting, Franstalige Cultuur, Kinderopvang, Handel en Middenstand op zich. Tot eind 2024 was ze tevens bevoegd voor Communicatie en sinds eind 2024 is ze eveneens belast met Europese Zaken en Ontwikkelingssamenwerking.
Aanvankelijk zou Wilmès bij de verkiezingen van juni 2024 de federale MR-lijst trekken in de kieskring Brussel-Hoofdstad. Na het afhaken van Charles Michel werd ze echter lijsttrekker van de MR voor het Europees Parlement. Wilmès werd met meer dan 500.000 voorkeurstemmen verkozen in deze assemblee. Ze werd er verkozen tot een van de veertien vicevoorzitters. Naast vicevoorzitter werd Wilmès eveneens lid van de commissie Burgerlijke Vrijheden, Justitie en Binnenlandse Zaken en ondervoorzitter van de Delegatie voor de betrekkingen met de Verenigde Staten.

## Uitslagen verkiezingen
| Verkiezing                      | Kieskring          | Datum           | Lijst                 | Plaats op lijst       | Voorkeurstemmen | Uitslag      | Partijuitslag binnen kieskring |
| ------------------------------- | ------------------ | --------------- | --------------------- | --------------------- | --------------- | ------------ | ------------------------------ |
| Gemeenteraadsverkiezingen       | Sint-Genesius-Rode | 8 oktober 2006  | IC-GB                 | 2e plaats             | 802             | 2e titularis | 63,94 %                        |
| Provincieraadsverkiezingen      | Halle              | 8 oktober 2006  | UF                    | 23e plaats            | 1.077           | 5e opvolger  | 11,44 %                        |
| Gemeenteraadsverkiezingen       | Sint-Genesius-Rode | 14 oktober 2012 | IC-GB                 | 2e plaats             | 1.339           | 2e titularis | 65,5 %                         |
| Provincieraadsverkiezingen      | Halle              | 14 oktober 2012 | UF                    | 1e plaats             | 3.505           | 1e titularis | 10,4 %                         |
| Federale parlementsverkiezingen | Brussel-Hoofdstad  | 25 mei 2014     | MR                    | 1e opvolger           | 4.314           | 1e opvolger  | 23,07 %                        |
| Gemeenteraadsverkiezingen       | Sint-Genesius-Rode | 14 oktober 2018 | IC-GB                 | 2e plaats             | 2.006           | 2e titularis | 69,3 %                         |
| Provincieraadsverkiezingen      | Halle-Vilvoorde    | 14 oktober 2018 | UF                    | Lijstduwer-20e plaats | 4.243           | 2e titularis | 9,5 %                          |
| Federale parlementsverkiezingen | Brussel-Hoofdstad  | 26 mei 2019     | MR                    | 2e plaats             | 16.180          | 2e titularis | 17,47 %                        |
| Europese parlementsverkiezingen | Frans kiescollege  | 9 juni 2024     | MR                    | 1e plaats             | 543.821         | 1e titularis | 34,88%                         |
| Gemeenteraadsverkiezingen       | Sint-Genesius-Rode | 13 oktober 2024 | L. BOURGMESTRE/BURGEM | 2e plaats             | 2.541           | 1e titularis | 72,7 %                         |

## Eretekens
- 2019: commandeur in de Leopoldsorde[20]

## Persoonlijk
Wilmès is weduwe en heeft drie dochters en een stiefzoon. Haar echtgenoot was algemeen directeur van reclamebedrijf Publiroute, waarvan hij minderheidsaandeelhouder was.